# Llum de fenedura

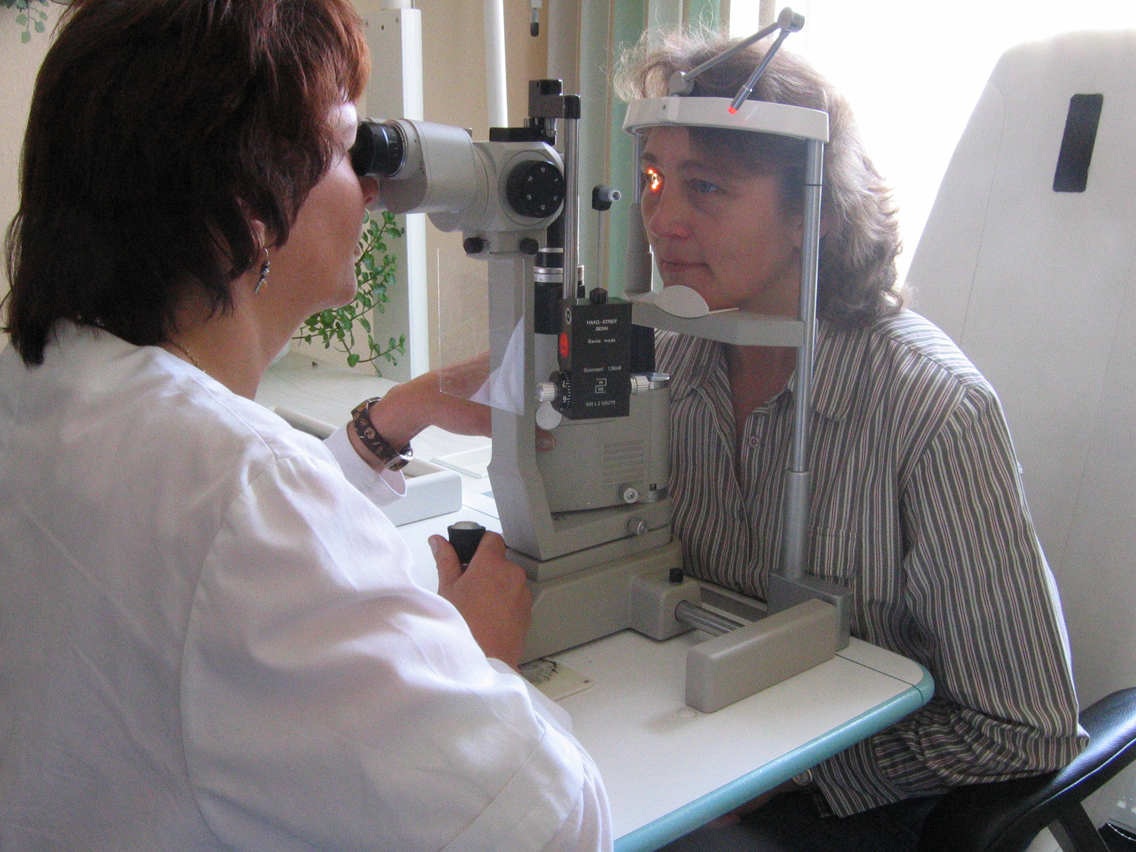
Examen de l'ull mitjançant un llum de fenedura.

El llum de fenedura, és un dispositiu òptic que s'utilitza en oftalmologia per a l'exploració de les estructures del segment anterior de l'ull.
Consisteix en un microscopi binocular dotat d'una potent font de llum que permet veure en tres dimensions i amb una amplificació que oscil·la entre 6 i 40 augments, les estructures del segment anterior de l'ull: parpella, conjuntiva, còrnia, iris, cristal·lí i cambra anterior. Si se li s'adapten unes lents especials, és possible visualitzar les estructures més profundes segment posterior de l'ull com l'humor vitri, la retina i la papil·la òptica o disc òptic, per a això cal instil·lar prèviament unes gotes que produeixen la dilatació transitòria de la pupil·la.
Per realitzar l'exploració, el pacient ha de seure i recolzar la barbeta sobre un suport que manté el cap immòbil, el metge es col·loca al davant, i a través del microscopi observa les diferents parts de l'ull. El sistema d'il·luminació va muntat en un braç mòbil, el que dona la possibilitat de variar l'angle amb què incideix la llum sobre la superfície ocular.
Es tracta d'una tecnologia essencial en oftalmologia amb la qual és possible detectar la posició, forma i profunditat de qualsevol anomalia en l'estructura de l'ull.